# Kesambi Rata
Kesambi Rata is een bestuurslaag in het regentschap Ogan Komering Ulu van de provincie Zuid-Sumatra, Indonesië. Kesambi Rata telt 703 inwoners (volkstelling 2010).